# Никомидино
Никомидино (грч. Νικομηδινό) је насељено место у општини Бешичко Језеро у периферији Средишња Македонија, Грчка. Према попису из 2021. године било је 440 становника.
Према бугарском географу и историчару, Василу Канчову, у Никомидину је 1900. године живело 170 Грка. После 1922. године насељене су грчке избегличке породице, тако је Никомидино на попису из 1928. године имало 517 становника. Село се раније звало Воренос.